# Anett Futatabi
Anett Futatabi (アネット再び Anetto Futatabi?) es un videojuego de desplazamiento lateral de género Yo contra el barrio, desarrollado y publicado por Wolf Team para el periférico de hardware Sega CD para Mega Drive. Es el final de una trilogía de juegos que también incluye a Earnest Evans (1991) y El Viento (1991). El título fue lanzado exclusivamente en Japón en 1993.
Debido a problemas de traducción, el nombre de la protagonista a menudo aparece mal escrito como Annett o Annet.

## Jugabilidad
A diferencia de la primera y segunda entrega, que son videojuegos de plataformas en 2D, Anett Futatabi es un juego de peleas de desplazamiento lateral que se parece mucho a las franquicias Golden Axe y Bare Knuckle de Sega. Sin embargo, al igual que las entregas anteriores, la historia se cuenta a través de cinemáticas entre cada nivel, habiendo al final de estas una pelea de jefe, los cuales aparecen en escena de la nada, generalmente empuñando un arma.
La magia de la protagonista Anett tiene cinco niveles, está regulada por un medidor de potencia y se regenera automáticamente. A medida que aumenta el medidor, más poderosos se vuelven sus ataques mágicos. Los niveles van desde viento, tierra, agua, fuego y muerte. El viento siendo el de más bajo poder, mientras que la muerte el más alto. Sin embargo, la magia no se puede usar contra los jefes. Anett, también, empuña una espada; en lugar de búmeran afilados como en la entrega anterior. No existen otras armas o potenciadores en el juego, aparte de los elementos de restauración de salud.

## Argumento
Ambientada en el mismo universo ficticio que Earnest Evans y El Viento, la historia tiene lugar dos años después de este último y concluye la historia de Anett y Earnest. Los verdaderos motivos del villano, Zigfried, son revelados finalmente. Al ser rescatada de un sacrificio por su figura paterna, Earnest Evans, Anett viaja por Europa y se encuentra con una secta local que quiere adueñarse de su colgante especial. Después de un intento de emboscada en el castillo de la secta, ella apenas logra escapar, dando comienzo a otra búsqueda para proteger el mundo de la destrucción.

## Recepción
La entrega fue mal recibida, siendo las principales críticas la dificultad y los gráficos. Sin embargo, se elogiaron las cinemáticas. Kurt Kalata, para Hardcore Gaming 101, criticó la dificultad diciendo que «la mayoría de los jefes finales tienen patrones de ataque bastante tontos, pero son tan fuertes que es difícil atacarlos de manera eficiente... La dificultad extrema es claramente para enmascarar el hecho de que simplemente no hay mucho juego». Kalata también se refirió a los gráficos tratándolos de «bastante promedio y fáciles de olvidar», aunque favoreciendo el diseño de la protagonista diciendo que «tiene un mejor diseño en este título que en El Viento». Elogió las cinemáticas aclamando que «cualquiera que tenga un fetiche por los videojuegos de anime de 16 bits con colores apagados y estilo de los 90, que proliferaron en Mega CD y PC Engine, adorarán estas». Ken Horowitz de Sega-16 lo comparó de forma desfavorable con Streets of Rage, diciendo que «al jugar se siente más como Streets of Rage que como El Viento, Anet Futatabi parece como la hija bastarda de dos géneros: una parte de ambos, pero que realmente no pertenece a ninguno». De igual forma, alabó las cinemáticas llamándolas «hermosas» y que «da gusto mirarlas entre cada etapa», pero catalogando los gráficos como «sosos».